# いいおくり
「いいおくり」は、CYNHNの楽曲。デジタル・シングルとして2024年4月17日に発売された。発売元はI BLUE。

## 概要
2nd EP 『アウフヘーベン』発表後に発売された、11thシングル「楽の上塗り」に続くCYNHNのデジタル・シングル。2024年3月13日にJ-SQUARE SHINAGAWAで開催された『CYNHN定期イベント@J-SQUARE-目指せ!JOYSOUND親善大使(仮 vol.12』で発表され、4月20日に上野マルイ屋上ステージで開催された「CYNHN Release LIVE -いいおくり」にて初披露された。
デジタル・シングルであるがリリースイベントも行われている。上記「CYNHN Release LIVE -いいおくり」ではミニライブ＆渡辺翔のトークイベントに参加できる記念CD付きチケットを発売し、限定CDが配布された。また音楽配信サービス「miim」を利用して特典会を行うリリースイベントも3か所で行われた。

## 制作・コンセプト
表題曲「いいおくり」は、CYNHNのメインソングライター渡辺翔による作詞・作曲。編曲は「水生」「ごく平凡な青は、」「キリグニア」「楽の上塗り」等多くの楽曲で編曲を手がけてきたeba。
振付は「ジンテーゼ」「サファイア」の振付を担当したカッチョイイカンパニーのsumire ono。MV監督は今回が初となる鳥畑恵美莉。メインビジュアルのディレクターはyenterの高山優子。

「いいおくり」は"手紙や伝言などで意志を言い伝える"という意味。今まで応援してくれたファンへ感謝の意味も含まれたアンセム・ソングとなっている。"今まで続けてきた私たちだから歌える歌があって、私たちだから救える人がいる"というフィロソフィーのもと、新曲「いいおくり」を含むCYNHNの作品は、つらい毎日や落ち込んでしまったときに隣でそっと寄り添い、前を向けるように背中を押す。
公式サイトでは下記の詩を提示している。

海と空が溶け合って
ひとつの世界になった
果てなく続く影の向こう
微熱を帯びた小さな光が見えた
吸い込まれるように
伸ばした手が触れたのは
温度、湿度、
褪せない感情をことばに宿す
高鳴る鼓動を全身で感じながら
こっちへ近づく光と共鳴する
—いいおくり - CYNHN Official Web Site
ミュージック・ビデオは鳥畑恵美莉監督のもと"青色の中の光と影"をコンセプトに制作され、楽曲の盛り上がりに合わせてグループに差し込むひと筋の光が眩く強く広がっていく様を感じられる作品になった。

### 制作背景
初披露時のトークイベントで渡辺翔は、王道の曲を作りたかったこと、『アウフヘーベン』をリリースした頃に制作された楽曲であること、頭・体・心などのどこで聴くのかを考えて作曲しているが心で聴く要素を強くした曲であること、振付に要望を出したのは「アンサンぶる」以来2曲目だったこと(歌唱するメンバーが中心になるように)、「いいおくり」=「言い送り」という言葉通りの意味であること、などを明かしていた。

### 受賞歴
第13回アイドル楽曲大賞2024のメジャーアイドル楽曲部門 1位に輝いた。
アイドル楽曲大賞は「キリグニア」「楽の上塗り」に続き３年連続の受賞となる。

## Credit

### MUSICIAN
- Lyric & Music：渡辺翔
- Arranger：eba
- Bass：工藤嶺
- Drum：佐藤丞
- Mix Engineer : yasu（Tinkle-POP）
- Mastering Engineer : Akihiro Shiba（TEMAS）

### MUSIC Video
- Director：Emiri Torihata
- Director of Photography : Sho Sasaki
- Lighting Director：Saki Iida

- Hair & Make : ANNA、Horiguchi Yuki
- Stylist : Yuuka Yoshikawa
- Costume Direction : Neru Tsukumo

- Production Manager : Miyu Sato
- Producer : Taiki Enmei

### メインビジュアル
- Art Director : 高山優子[yenter]
- Camera : 岩田貴樹
- Styring : 吉川佑香
- Hair Make Up:奥田真莉、栗間夏美

## シングル収録内容
miim盤 [Type A] [Type B]の２種リリースで、[Type A]には特典としてInst Ver.、MVメイキング Ver.01が、[Type B]にはMinus One(ボーカルトラックのみ無し)、MVメイキング Ver.02が収録されている。